# Split/Second: Velocity
Split/Second: Velocity (o semplicemente Split/Second) è un videogioco di simulazione di guida sviluppato da Black Rock Studio.
Il titolo è stato annunciato a maggio 2010 ed è stato pubblicato dalla Disney Interactive Studios il 21 maggio 2010 su PlayStation 3, Xbox 360 e PC, il 19 novembre 2010 su PlayStation Portable e verso la fine di dicembre su iPhone.

## Modalità di gioco
In Split/Second i giocatori prenderanno parte ad un reality televisivo dove i partecipanti gareggiano per poter sbloccare nuove gare e nuove automobili. Durante le gare, i guidatori possono aumentare la loro barra powerplay facendo azioni specifiche come salti, drift e rimanendo in scia degli altri concorrenti.
Riempita la barra powerplay, potranno essere attivati eventi speciali, come la creazione di ostacoli per gli altri partecipanti o la creazione di scorciatoie. Tali eventi includono: esplosioni, schianti di aeroplani e crolli di edifici. La grandezza dell'evento generato dipende da quanto è stata riempita la barra powerplay al momento dell'attivazione dell'evento:
La prima serie di eventi sarà attivabile quando sarà riempita una delle tre barre powerplay. La seconda serie di eventi sarà disponibile al completamento di tutte e tre le barre powerplay (ma solo in determinate zone, altrimenti si attiveranno eventi di prima serie)
Usando le premesse di un reality show, il gioco è diviso in 72 eventi divisi per 12 episodi.
Ogni episodio prevede quattro gare, più una gara sbloccabile completando una specifica missione e una gara élite, il cui completamento permetterà al giocatore di sbloccare l'episodio successivo.
Nel gioco ci sono sei modalità di competizione:
- Gara: una corsa tra gli otto concorrenti, in cui lo scopo è arrivare primi per poter guadagnare più punti possibile.
- Eliminazione: una gara in cui ogni 20 secondi il concorrente all'ultima posizione viene eliminato.
- Detonazione: in questa modalità, il giocatore corre per battere il tempo migliore. Non ci sono powerplay da dover accumulare, perché la gara è senza altri concorrenti, ma vengono attivati dal gioco tutti i powerplay per aumentare la difficoltà dell'impresa.
- Attacco aereo: questa modalità vede il giocatore gareggiare mentre viene bombardato da missili lanciati da un elicottero.
- Sopravvivenza: il giocatore gareggerà da solo contro un tempo limite e dei camion che lasceranno cadere barili blu e rossi: quelli blu toglieranno secondi al timer mentre quelli rossi distruggono l'auto. Scaduto il tempo, il primo impatto fatale fermerà definitivamente la corsa.
- Vendetta aerea: simile alla modalità Attacco aereo, ma in questa modalità è il giocatore a sparare i missili verso l'elicottero da abbattere entro il tempo limite.
- Elite: la modalità élite è una normale gara in cui sono, però, inseriti i concorrenti migliori. L'IA del gioco, infatti, diventa più aggressiva e utilizza auto molto più veloci rispetto a quelle utilizzate nelle gare normali.

### Multiplayer
Il gioco possiede anche una componente multigiocatore per gareggiare fino a otto sfidanti (online o tramite rete locale) oppure tra due sfidanti (offline e in modalità schermo condiviso). Tuttavia, a fine 2013, è stata decisa la chiusura dei server per la modalità multiplayer su PC (mentre su PS3, Xbox 360, Xbox One e Xbox Serie X sono tuttora aperti). Per gareggiare con altri giocatori è necessario quindi un sistema per creazione e gestione di VPN - quali Hamachi - o una connessione LAN fra PC.

### Personalizzazione delle auto
Le automobili presenti nel parco macchine sono personalizzabili solo per quanto riguarda il colore dell'auto e le decalcomanie, sbloccabili completando le varie sfide del gioco.

## Contenuto scaricabile
Un DLC chiamato "Salva tempo" venne pubblicato lo stesso giorno dell'uscita del videogioco. Il pacchetto permetteva di sbloccare tutte le automobili, tutte le gare e tutti i tracciati, senza che il giocatore dovesse sbloccarli avanzando nella stagione.
Il 31 agosto 2010 venne pubblicato "High Octane Supercar", un DLC a pagamento che aggiungeva delle automobili al gioco. Nello stesso giorno, vennero pubblicati altri due DLC gratuiti: "Elite Vehicle Livery" e "Ryback Cyclone Special".
Il seguente DLC a pagamento venne pubblicato il 12 ottobre 2010. Il pacchetto, chiamato "Survival at the Rock", aggiungeva un tracciato per la modalità Sopravvivenza e una nuova modalità nel comparto multiplayer: Survival Race, una variante della modalità Sopravvivenza.
Un altro pacchetto automobili, chiamato "Deadline", venne pubblicato il 29 ottobre 2010. Il pacchetto includeva tre nuove autovetture e una versione migliorata della Ryback Coyote. Inoltre, aggiungeva la modalità Deadline, una variante della modalità Detonazione, in cui il giocatore correva contro il tempo, potendo aiutarsi con dei powerup sparsi per il tracciato, che mettevano in pausa il timer.
L'ultimo DLC è stato "Quarry Onslaught", pubblicato il 2 novembre 2010. Inclusi in questo pacchetto c'erano il tracciato "Quarry" e la modalità "Onslaught", una variante della modalità attacco aereo in cui, invece di esserci un solo concorrente, ci sono otto automobili in pista.
In seguito è stata rilasciata la "Ultimate Edition" del gioco, esclusivamente in formato digitale, che include tutti i contenuti a pagamento.
Nessun DLC è stato pubblicato per la versione PC del gioco.

## Accoglienza
Split/Second è stato valutato positivamente, detenendo una media di 84, 82, 79 rispettivamente per PlayStation 3, Xbox 360, Microsoft Windows su Metacritic. La rivista Play Generation lo classificò come il settimo migliore titolo di guida del 2010.

## Seguito
Alla fine di tutti e settantadue gli eventi, un filmato di gioco mostra tutti gli eventi della città attivati allo stesso tempo per una ragione ignota con una successiva schermata nera con la comparsa della scritta "to be continued..."
Tuttavia, dopo una riduzione del personale di Black Rock Studios, il seguito è stato cancellato a dicembre 2010 (assieme al seguito di Pure) per seguire il loro nuovo modello di business freemium. Nel 2011 lo studio ha chiuso definitivamente i battenti, e gli ex-dipendenti hanno formato nuovi studi di sviluppo.